# Shaun O’Brien
Shaun William O’Brien (ur. 31 maja 1969) – australijski kolarz torowy i szosowy, wicemistrz olimpijski i brązowy medalista mistrzostw świata.

## Kariera
Pierwsze sukcesy w karierze Shaun O’Brien osiągnął w 1990 roku, kiedy zdobył srebrne medale w wyścigu na 10 mil i drużynowym wyścigu na dochodzenie podczas igrzysk Wspólnoty Narodów w Auckland. Na mistrzostwach świata w Stuttgarcie w 1991 roku wspólnie z Brettem Aitkenem, Stephenem McGlede i Stuartem O’Gradym wywalczył brązowy medal w drużynowym wyścigu na dochodzenie. W tym samym składzie Australijczycy zajęli drugie miejsce podczas igrzysk olimpijskich w Barcelonie w 1992 roku. Ponadto w 1993 roku zdobył brązowy medal mistrzostw Australii w madisonie.